# Кингсли (Кентаки)
Кингсли (енгл. Kingsley) град је у америчкој савезној држави Кентаки.

## Демографија
По попису из 2010. године број становника је 381, што је 47 (-11,0%) становника мање него 2000. године.
| Група             | 2000.       | 2010.       |
| Белци             | 411 (96,0%) | 367 (96,3%) |
| Афроамериканци    | 4 (0,9%)    | 0 (0,0%)    |
| Азијати           | 9 (2,1%)    | 4 (1,0%)    |
| Хиспаноамериканци | 2 (0,5%)    | 6 (1,6%)    |
| Укупно            | 428         | 381         |